# (3669) Vertinskij
(3669) Vertinskij est un astéroïde de la ceinture principale.

## Description
(3669) Vertinskij est un astéroïde de la ceinture principale. Il fut découvert le 21 octobre 1982 à Naoutchnyï par Lioudmila Karatchkina. Il présente une orbite caractérisée par un demi-grand axe de 2,21 UA, une excentricité de 0,07 et une inclinaison de 4,8° par rapport à l'écliptique.

## Compléments